# Keltisk mytologi

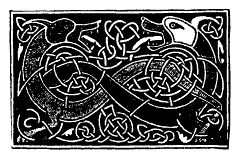
Drakslinga från en keltisk handskrift (från 700-talet).

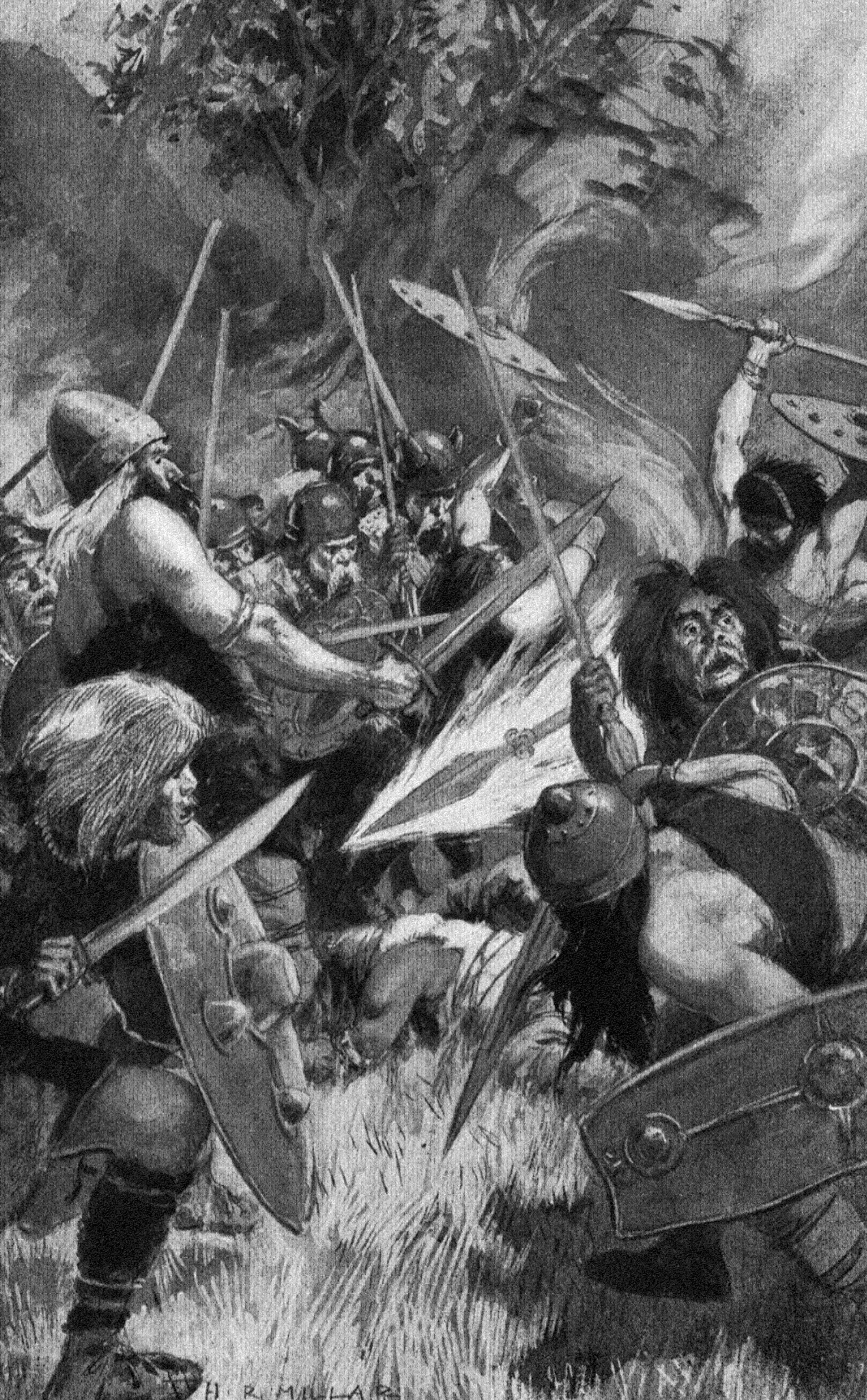
Lugs magiska spjut, teckning av Millar

Den keltiska mytologin är egentligen inte en utan flera relaterade mytologier. Den kan delas in i tre undergrupper:
- Gaeler: irisk, mannisk och skotsk
- Brittiska kelter: walesisk, kornisk, kumbrisk
- Kontinentala kelter: bretonsk

Liksom många andra folk under den europeiska järnåldern var de keltiska folken polyteistiska innan de konverterade till kristendomen. Den keltiska kulturen var inte tillnärmelsevis så homogen som till exempel den romerska eller grekiska. Förmodligen hade varje keltisk stam i det enorma område som den keltiska expansionen omfattade sina egna gudar. Av dessa är drygt 300 kända. Få av de keltiska myterna har överlevt i oförvanskad form vilket inte hindrar att deras mytologi påverkat den moderna europeiska civilisationen.

## Gestalter i keltisk mytologi
A B C D E F G H
I J K L M N O P
Q R S T U V W X
Y Z

### A
- Aranrhod
- Arawn
- Art mac Cuinn
- Artur

### B
- Balor
- Bedevere
- Belenus
- Beli
- Blodeuedd
- Bors
- Branwen
- Brennius
- Bricriu
- Brigantia
- Bron

### C
- Ceridwen
- Cernunnos
- Conaire
- Conchobar
- Conn
- Cordelia
- Cormac
- Creiddylad
- Cuchulainn
- Culhwch

### D
- Dagda
- Danann
- Danu eller Dana
- Deirdre
- Diarmaid
- Don

### E
- Elaine
- Elffin
- Emrys
- Epona

### F
- Fergus
- Finn eller Fingal

### G
- Galahad
- Gawain
- Gog
- Gogmagog
- Grainne
- Guenever
- Gwion
- Gwydion
- Gwyn ap Nudd
- Gwynedd

### H
- Herne

### I
- Isolde
- Isoud

### L
- Lancelot
- Leir eller Lear (se även Llyr)
- Lir
- Llefelys
- Lleu Llaw Gyffes
- Lludd
- Llyr (se även Leir)
- Lohengrin
- Lug

### M
- Mab
- Mabon
- Macsen
- Manannan
- Manawydan
- Maponus
- March
- Mark av Cornwall
- Math
- Matholwch
- Matrona
- Medb
- Melwas
- Merlin
- Modron
- Mordred
- Morgan le Fay
- Morrigan
- Myrddin

### N
- Niamh
- Nodens
- Nuadha
- Nudd

### O
- Oengus
- Oghma
- Ogmios
- Oisin
- Olwen
- Oonagh
- Osla

### P
- Pelles
- Perceval
- Peredur
- Pryderi
- Pwyll

### R
- Rhiannon

### T
- Taliesin
- Teutates
- Teyron
- Tristan
- Tuatha de Danann

### U
- Uther

### V
- Viviane
- Vortigern

### Y
- Ysbaddaden